# Croton simulans
Espèce
Classification APG II (2003)
Croton simulans est une espèce de plantes à fleurs du genre Croton et de la famille des Euphorbiaceae, présente dans le Queensland en Australie.